# Rotsalamander
Der Rotsalamander (Pseudotriton ruber) ist ein Schwanzlurch aus der artenreichen Familie der Lungenlosen Salamander (Plethodontidae).

## Merkmale
Die Haut der 10 bis 15 Zentimeter langen Tiere ist purpur-braun bis karminrot gefärbt und weist unregelmäßige dunkle Flecken auf. Die Jungtiere erscheinen heller als die Alttiere.
Gegen seine Fressfeinde, wie Waldvögel, Stinktiere oder Waschbären, entwickelt die Art ein Hautgift, welches früher als Pseudo Tritotoxin bezeichnet wurde. Dabei handelt es sich um nicht näher bestimmte Giftstoffe, zu denen auch Leptoxin gehört.

## Vorkommen
Der Rotsalamander lebt in den südöstlichen USA, südlich von New York bis östlich des Deltas des Mississippi River in feuchtkühlen Wäldern und Quellbereichen bis in 1500 Metern über Meereshöhe. Er ist sowohl wasser- als auch landlebend; im Winter hält er sich nur im Wasser auf. An Land verbergen sich die Tiere unter Steinen, Rinden- und Holzstücken.

## Lebensweise
Zur Nahrung zählen praktisch alle zu überwältigenden Tiere.  Gelegentlich werden auch andere kleine Salamander gefressen. Kleine Beutetiere werden mit der Schleuderzunge gefangen, die innerhalb von elf Millisekunden hervorgeschnellt und wieder eingezogen werden kann.

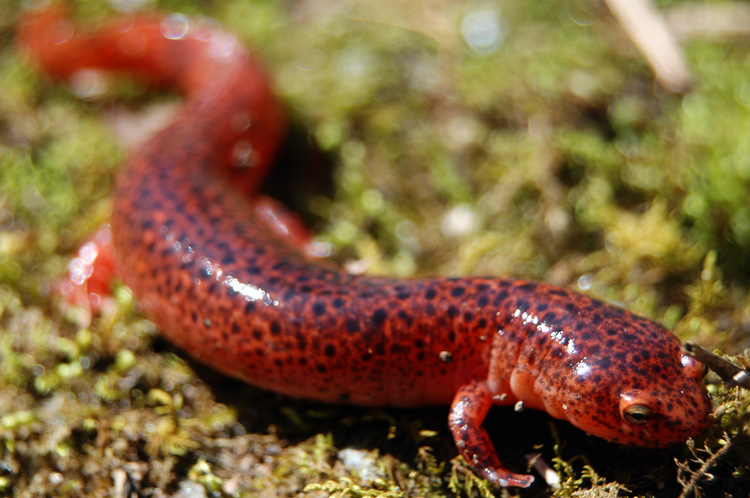
Rotsalamander (Pseudotriton ruber)

## Fortpflanzung
Die Paarungszeit dauert vom Frühling bis in den Herbst. Das Weibchen kann das Sperma in seinem Körper speichern und legt im frühen Herbst im Wasser unter Steinen oder Holz 50 bis 100 Eier ab. In den ersten Wintermonaten schlüpfen circa zwei Zentimeter lange Larven. Nach 27–31 Monaten Wasseraufenthalt durchlaufen die Jungtiere die Metamorphose und gehen an Land. Bei Männchen erfolgt die Geschlechtsreife meist mit einer Größe von 53–63 mm (üblicherweise nach 4 Jahren), bei Weibchen meist mit einer Größe von 55–68 mm (üblicherweise nach 5 Jahren).